# Port de Portbou
El Port de Portbou és un port esportiu situat al sud de la badia homònima, entre la població de Portbou (Alt Empordà) i la punta de Gatillepis, arrecerat pels penya-segats de la serra de l'Albera, que el protegeixen de la tramuntana. És el port més septentrional de Catalunya, a tocar de la frontera amb França.
Va ser construït pel Consorci Port de Portbou, integrat per la Generalitat de Catalunya al 50%, l'Ajuntament de Portbou al 30% i el Club Nàutic de Portbou amb el 20%, Consorci que en porta la gestió. L'obra començà el 1992 i es va inaugurar el 2003. Té una capacitat de 297 amarradors per a embarcacions de fins a vint metres d'eslora. Acostuma a tenir places per a embarcacions transeünts. Disposa de rampa de varada, serveis de reparació i manteniment, vestidors, subministrament de combustible, aparcament i un escar per a la hibernació amb pòrtic elevador que atrau també barques de pesca. La bocana té una amplada de 40 m i un calat de 10 m, amb un calat interior de 1 a 10 m.